# Ballu tundu
Pour les articles homonymes, voir Ballu.
 (février 2021).
Si vous disposez d'ouvrages ou d'articles de référence ou si vous connaissez des sites web de qualité traitant du thème abordé ici, merci de compléter l'article en donnant les références utiles à sa vérifiabilité et en les liant à la section « Notes et références ».

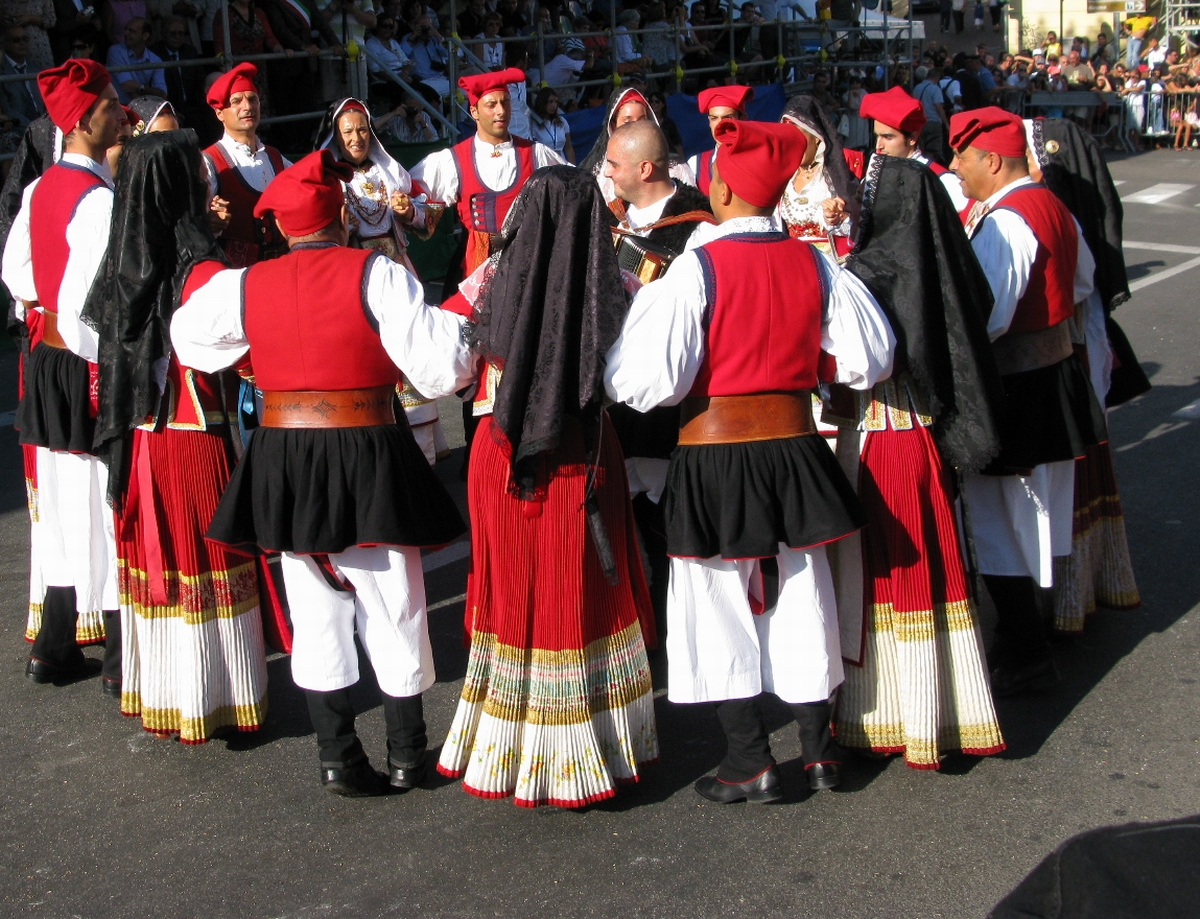
Ballu tundu.

Le ballu tundu (la danse rond) est une danse traditionnelle sarde, dansée à l'origine après les fêtes religieuses.
Cette danse consiste à former un cercle de couples de danseurs, au centre duquel se trouvent les musiciens. Elle est apparentée aux anciens branles de la Renaissance.
En fonction de la région, la musique pour la danse peut être produit par les launeddas, par l'accordéon diatonique, par le cantu a chiterra ou par le cantu a tenore.